# Kvorum-sensing N-acil-homoserinska laktonaza
Kvorum-sensing -acil-homoserinska laktonaza (EC 3.1.1.81, acil homoserin degradirajući enzim, acil-homoserin laktonska acilaza, AHL laktonaza, AHL-degradirajući enzim, AHL-inaktivirajući enzim, AHLaza, AhlD, AhlK, AiiA, AiiA laktonaza, AiiA-sličan protein, AiiB, AiiC, AttM, delaktonaza, laktonazi sličan enzim, N-acil homoserin laktonaza, N-acil homoserin laktonska hidrolaza, N-acil-homoserin laktonska laktonaza, N-acil-L-homoserin laktonska hidrolaza, kvorum-sensing laktonaza, kvorum-sensing N-acil homoserin laktonska hidrolaza) je enzim sa sistematskim imenom N-acil-L-homoserin-lakton laktonohidrolaza. Ovaj enzim katalizuje sledeću hemijsku reakciju
-acil--homoserin lakton + H2O {\displaystyle \rightleftharpoons } -acil--homoserin
Acil-homoserinske laktone (AHL) formiraju gram negativne bakterije i obično ih koriste kao signalni molekul za međusobnu komunikaciju u procesu kvorum-sensinga. AHL se vezuje za transkripcione faktore i na taj način utiče na ekspresiju gena. Ovim vidom komunikacije bakterije regulišu brojne biološke funkcije, uključujući i sekreciju faktora virulencije.

## Literatura
- Nicholas C. Price; Lewis Stevens (1999). Fundamentals of Enzymology: The Cell and Molecular Biology of Catalytic Proteins (Third изд.). USA: Oxford University Press. ISBN 019850229X.
- Eric J. Toone (2006). Advances in Enzymology and Related Areas of Molecular Biology, Protein Evolution (Volume 75 изд.). Wiley-Interscience. ISBN 0471205036.
- Branden C; Tooze J. Introduction to Protein Structure. New York, NY: Garland Publishing. ISBN 0-8153-2305-0.
- Irwin H. Segel. Enzyme Kinetics: Behavior and Analysis of Rapid Equilibrium and Steady-State Enzyme Systems (Book 44 изд.). Wiley Classics Library. ISBN 0471303097.
- William P. Jencks (1987). Catalysis in Chemistry and Enzymology. Dover Publications. ISBN 0486654605.

## Spoljašnje veze
- Quorum-quenching+N-acyl-homoserine+lactonase на 